# Clima Algeriei
Clima Algeriei este mediteraneană în nord, deșertică la sud de Atlasul Saharian (limita nordică a Saharei). Diferențele de temperatură zilnice cât și anuale sunt foarte mari. Precipitațiile foarte scăzute, sub 100 mm/an. Cursurile de apă apar și dispar periodic.
Părțile dinspre Marea Mediterană sunt caracterizate printr-o climă subtropicală, cu ierni blânde și ploioase, și cu veri uscate și calduroase. Pe Podișul Șoturilor se află o climă continentală. Aici verile sunt calde, în schimb în timpul iernii temperatura este scazută și apar precipitații sub formă de zăpadă precum și perioade de îngheț.
În cuprinsul Saharei clima este tropicală. În timpul zilei se înregistrează creșteri mari de temperatură, iar noaptea temperaturile scad până la punctual de îngheț al apei.